# КрАЗ-В6.2МЕХ
КрАЗ-В6.2МЕХ (англ. KrAZ-B6.2MEX) — український вантажний бортовий повноприводний автомобіль виробництва АвтоКрАЗ з колісною формулою 4х4, одинарною ошинковкою задніх мостів і компонувальною схемою «кабіна над двигуном». Призначений для перевезення людей і різних вантажів по дорогах загального користування, а також по бездоріжжю.
Автомобіль пропонується з одинарною ошинковкою задніх мостів. На КрАЗ-В6.2МЕХ встановлюється кабіна від MAN F2000, яка виробляється за ліцензією в Китаї фірмою Shaanxi.
По суті автомобіль є безкапотною версією КрАЗ-5233 «Спецназ».
На вантажне шасі В6.2МЕХ встановлюється дизель 8,9 л V6 Cummins ISLe 375 30 (Євро-3) потужністю 370 к.с. Коробка передач - 8-ст. механічна 9JS150TA-B, китайської марки Fast Gear, завдяки чому вантажівка здатна перевозити вантажі до 6 т.
Застосовуються шини двох типорозмірів: широкі 445/65R22,5 і стандартні 16.00R20. Автомобіль комплектується двома паливними баками ємністю по 250 л кожен. Максимальна швидкість пересування - 80 км/год. КрАЗ-В6.2МЕХ може долати підйоми крутизною до 58% і броди глибиною до 1,0 метра. Контрольна витрата палива на 100 км складає 39 літрів.